# Phare de Tahkuna

Le phare de Tahkuna (en estonien : Tahkuna Tuletorn) est un feu situé sur la péninsule de Tahkunaà Virtsu de la grande île d'Hiiumaa, appartenant à l'ancienne commune de Kõrgessaare dans le Comté de Hiiu, en Estonie.
Il est géré par l'Administration maritime estonienne ,.
Il est inscrit au registre des monuments nationaux de l'Estonie  en date du 26 octobre 1999.

## Histoire
La construction du phare a commencé en 1873 et il a été mis en service en 1875. Le phare a une structure métallique, conçue par le britannique Alexander Gordon. La structure démontable du phare a été fabriquée en France en 1873, et reconstruite à l'emplacement actuel. En 1899 le phare a été rénové.
Pendant la Seconde Guerre mondiale , le phare a été gravement touché, mais a été restauré immédiatement après la guerre. En 1961, le phare fut équipé d'une centrale électrique diesel automatique.
Le phare est situé dans la partie nord de l'île sur la péninsule de Tahkuna . C'est le plus haut phare en fonte d'Estonie. Depuis sa construction, le phare est resté inchangé

## Description
Le phare  est une tour conique en fonte de 43 mètres de haut, avec une galerie et une lanterne. Le bâtiment est peint en blanc set la lanterne est rouge. Il émet, à une hauteur focale de 43 mètres, deux longs éclats blancs toutes les 15 secondes. Sa portée nominale est de 12 milles nautiques (environ 22 km).
Identifiant : ARLHS : EST-014 ; EVA-645 - Amirauté : C-3754 - NGA : 12728.

## Caractéristique dufeu maritime
Fréquence : 15 secondes (W)
- Lumière : 2 secondes
- Obscurité : 2 secondes
- Lumière : 2 secondes
- Obscurité : 9 secondes

|                            |
| Île Hiiumaa (localisation) |

|          |
| Le phare |

|              |
| Timbre Poste |

### Lien connexe
- Liste des phares d'Estonie